# Koumaïra
Koumaïra est une commune du Mali, dans le cercle de Niafunké et la région de Tombouctou.